# Orchestral Manoeuvres in the Dark
«Orchestral Manoeuvres in the Dark» (OMD) (Оркестрові маневри в темряві) — британський музичний колектив, одні із піонерів у жанрі синті-поп. Гурт був сформований у 1978 році Енді Маккласкі та Полом Хамфрісом. Пік творчої діяльності припав на 1980-ті роки. У 1997 році гурт припинив свої існування, але у 2006 році колектив зібрався знову.

## Історія гурту

### Склад гурту та використання назви
Гурт заснували у 1978 Енді МакКласкі та Пол Хамфріз, котрі складали основу колективу. З приходом Малкольма Холмса та Мартіна Купера наприкінці 1980 цей квартет (з деякими змінами у складі) був до 1989 одним цілим, доки Хамфріс, Купер і Холмс не покинули його. Відтоді права на назву «OMD» були у МакКласкі, котрий продовжував записувати новий матеріал та гастролювати під цією назвою з новими музикантами до 1996 року.
Після 1996 Маккласкі практично перестав користуватися назвою гурту. Хамфріс же, навпаки, на концертах разом із іншими музикантами, які не мали жодного відношення до OMD, розпочав, як правило, використовувати цю назву. У грудні 2005 офіційний сайт гурту оголосив про возз'єднання «класичного» (Маккласкі/Хамфріс/Холмс/Купер) складу для концертних виступів і запису нового матеріалу.

### Створення OMD
Маккласкі і Хамфріс познайомилися ще у початковій школі у місті Мелз (на півострові Уіррал) у Великій Британії на початку 60-х років. У 70-х, ще підлітками, брали участь у кількох місцевих гуртах. До середини 70-х Маккласкі організував Equinox. Приблизно у цей же час він і Хамфріс, знаходячись під впливом гурту Kraftwerk, розпочали розробляти свій власний стиль. Після роботи з Equinox Маккласкі приєднався до гурту Pegasus.

#### The Id
У вересні 1977, Маккласкі та Хамфріс об'єднали сімох музикантів (трьох співаків, двох гітаристів, бас-гітариста, барабанщика і клавішника), створивши «супергурт» півострова Уіррал під назвою «The Id». Колектив став регулярно виступати у графстві Мерсісайд. В той же час Маккласкі та Хамфріс заснували ще один проект — VCL XI, в якому вони отримали можливість експериментувати з дивакуватим електронним звучанням, використовуючи магнітофонні колажі та саморобні синтезатори.
У серпні 1978 The Id розпалися. Того ж місяця Маккласкі приєднався як основний вокаліст до електронного квартету під назвою «Dalek I Love You», але у вересні пішов звідти.

#### Від VCL XI до OMD
У вересні 1978 Маккласкі та Хамфріс відновлюють роботу у проекті VCL XI, але перейменовують його в Orchestral Manoeuvres in the Dark. Вони розпочинають виступати регулярно як дует, використовуючи на концертах чотирьохдоріжний магнітофон Teac. Їх перший виступ відбувся у жовтні 1978 у клубі Eric's у Ліверпулі. Опинившись на гребені Нової хвилі британської поп-музики, вони записали і випустили сингл «Electricity» на незалежному лейблі Factory Records. Початково планувалось, що над цим записом буде працювати відомий продюсер Мартін Хеннет. У дійсності сталося так, що сторону А синглу спродюсував їх приятель — Пол Колістер, який взяв псевдонім «Честер Валентіно». Над оформленням конверта сингла працював художник Пітер Севіл, чию графіку можна побачити на альбомах OMD середини 80-х. Незвичне зображення на конверті синглу було придумано частково символами, котрі використовували самі Енді та Пол через незнання нотної грамоти.
У 1979 OMD були запрошені для спільного виступу з Гері Ньюменом в рамках його великого гастрольного туру по Великій Британії. Музиканти OMD завжди були вдячні цьому виконавцю за допомогу і підтримку. Гері Ньюмен надав їм власний автобус і дозволив використовувати вантажівки для перевезення апаратури. У середині 90-х вже музиканти OMD допомогли Ньюмену, запросивши його у свій гастрольний тур.

### Ранні альбоми: OMD у пошуках стилю

#### Orchestral Manoeuvres in the Dark(1980)
Дебютний альбом Orchestral Manoeuvres in the Dark вийшов у світ в 1980 і був, головним чином записаний дуетом Хамфріс/Маккласкі, хоча й за участю барабанщика гурту Id Малкольма Холмса та саксофоніста Мартіна Купера. Музика з альбому нагадувала стиль Kraftwerk, таким чином OMD віддали шану німецькому гурту.

#### Organisation(1980)
У тому ж році вийшов ще один (більш похмуріший за настроєм) альбом — Organisation, котрий містив хіт-сингл «Enola Gay» (назва літака, з якого була скинута атомна бомба на Хіросіму). Початково ця пісня повинна була увійти у дебютний альбом, але все ж таки була з нього виключена. Цим пояснюється її відмінність за настроєм від всього іншого матеріалу Organisation. Цим альбомом намітився вихід гурту з-під впливу Kraftwerk і Гері Ньюмена, котрий виразився у використанні акустичних інструментів. Вплив Девіда Бові і Джона Фокса, навпаки, тут помітно сильніше, особливо у вмінні надати драматичний ефект мелодії.

### Подальша робота: успіхи та невдачі протягом 80-х років

#### Architecture & Morality(1981)
У листопаді 1981 вийшла найбільш комерційно успішна робота OMD аж до сьогодення — Architecture & Morality. Продюсером цього альбому став Річард Мейнуейрінг. Під час запису матеріалу використовувався мелотрон, інструмент, який асоціювався зі звучанням гуртів прогресивного року. Музиканти використовували його для створення атмосфери струнних інструментів, хорового співу та інших фарб музичної палітри. Двоє взятих з Architecture & Morality сингли — «Joan of Arc» та «Maid of Orleans» стали хітами. Обидві композиції початково називались однаково — «Joan of Arc»; пізніше, щоб уникнути плутанини, перша стала — «Joan of Arc», а інша — «Maid of Orleans».

#### Dazzle Ships(1983)
До 1983 у якийсь момент здалося, що вдача відвернулась від OMD: альбом Dazzle Ships, представляв із себе суміш меланхолічних синті-поп-балад із напруженими за темпом номерами, а також конкретної музики з магнітофонними колажами короткохвильових радіопередач, виявився комерційним провалом. Після цього довіра представників звукозапису до Хамфріса і Маккласкі помітно зменшилась, а самі музиканти стали виконувати більш традиційну музику.
У 2008 Dazzle Ships з великим запізненням було перевидано з такою ж метою, як і при повторному випуску трьох попередніх альбомів. Dazzle Ships, явна невдача гурту у 1983 році, з плином часу став оцінюватися набагато вище. І тепер, через більше, як чверть століття з часу його появи став не менш актуальним своїм похмурим баченням нашого світу, — такого крихкого та нестабільного, — ніж у часи холодної війни.

#### Junk Culture(1984)
Junk Culture (1984) продемонстрував повернення гурту у поп-музику. Під час запису цього альбому використовувалися цифрові семпловані клавішні інструменти такі, як Fairlight CMI і E-mu Emulator. Диск виявився успішним в сенсі продажу; все це свідчило про правильність вибраного музичного напрямку. Сингл «Locomotion» повернув гурт в топ-5 Великої Британії. Ця композиція мала традиційну структуру — куплет-приспів-куплет, котра раніше не дуже подобалася Хамфрісу і Маккласкі. У 1985 колектив збільшився до секстету: прийшли нові учасники — Грем Уір (гітара, клавішні, тромбон) та Ніл Уір (тромпет, бас-гітара).

#### Crush(1985) таThe Pacific Age(1986)
У 1985 вийшов альбом Crush, котрий попав у топ-40 США. Сингл «So in Love» увійшов у список Hot 100 США, що свідчило про деякий успіх OMD за Океаном. Цим альбомом гурт отримав міжнародну популярність. Сингл «If You Leave», який прозвучав у фільмі Pretty in Pink і не увійшов у наступний альбом, попав в топ-10 США.
Наступний альбом «The Pacific Age» містить хіт-сингл «(Forever) Live & Die» і сингли «Shame» та «We Love You». Під час запису альбому була додана духова секція і разширений арсенал клавішных інструментів. В результаті робота вийшла трохи дилетантською: Все більша комерційна направленість OMD викликала невдоволення у давніх прихильників гурту, а також і у деяких учасників колективу.

### Розпад звичного складу: OMD у 90-ті роки
Під час 1988 музиканты OMD намагалися утримати свій успіх в США. Вони брали участь як «підтримка» на концерті гурту Depeche Mode 18 червня 1988 в рамках їх гастрольного туру «101» в Пасадені, Каліфорнія. Сингл «Dreaming» попав в топ-20 США, також успішним став альбом «Best of». Грем та Ніл Уіри покинули OMD після виступу в США у 1989. Один із засновників гурту — Пол Хамфріс також не бажав працювати в колективі, незадоволений комерційною направленістю останніх робіт. Купер і Холмс пішли у новий колектив Хамфріса — The Listening Pool у 1990.

#### Sugar Tax (1991)
Маккласкі, по суті, став соло-артистом, котрий виступав під назвою OMD. Першим його альбомом з новим складом став Sugar Tax (1991), який продовжував тенденції останніх робіт OMD. Маккласкі робив «набіги» на не надто небезпечні стилістичні простори (чи то штучно сконструйована музика соул чи енергійна клубна музика). Лірика стала більш приземленою, хоча в манері співу Маккласкі з'явилось більше мелодраматизму. Альбом був тепло прийнятий критиками і попав на третє місце у чарті Великої Британії. Маккласкі для роботи запросив двох музикантів — Ллойда Месета і Стюарта Кершоу, котрі брали участь у записі матеріалу, але так і не стали повноправними учасниками OMD. Цей диск гурту можна від початку вважати досить вдалим, якщо брати до уваги такі блискучі композиції, як «Sailing on the Seven Seas» та, особливо, «Pandora's Box». Згодом вийшли більш пересічні сингли — «Call My Name» та «Then You Turn Away».

#### Liberator (1993)
Для роботи над альбомом Liberator (1993) Маккласкі запросив клавішників — Найджела Іпінсона та Філа Коксона. Ця робота була створення виключно для любителів танцювальної музики. Хоча важко було запідозрити в Маккласкі фаната продукції гуртів Love Unlimited та Village People, але він виявився тут вмілим послідовником їх справи. Композиція «Dream Of Me» з цього диску побудована навколо семплу «Love's Theme» гурту Love Unlimited Orchestra. Сингл отримав назву «Dream of Me (Based on Love's Theme)» і як його автор вказаний лише Баррі Вайт, хоча композиція має мало спільного з піснею Вайта.

#### Universal (1996)
Маккласкі, продовжуючи змінювати музикантів, записав і випустив ще один альбом — Universal і перестав використовувати назву «OMD». На цьому альбомі також відзначився Хамфріс як співавтор кількох композицій.
Хоча обидва ці альбоми містили помірні хіти, та Universal генерував перший за п'ять років сингл, котрий потрапив у топ-20 Великої Британії («Walking On The Milky Way»), Маккласкі вважав подальшу роботу неможливою через все більш згасаючу цікавість публіки до синті-поп-гуртів 80-х у епоху процвітання гітарного брит-попу.

### Реформація: 2006— наш час
Витримавши 10-річну паузу і дочекавшись повернення моди на 80-ті, наприкінці 2005 року Маккласкі оголошує про свої грандіозні плани — реформувати Orchestral Manoeuvres in the Dark, проїхатись з туром, виконуючи пісні початку 80-х, а потім записати новий альбом. Повернувшись на сцену у золотому складі — Маккласкі, Хамфріс, Холмс та Купер — команда отримала захопливий прийом у фанів, котрий перевершував найбільш сміливіші прогнози музикантів. Вони настільки захопились концертами, що кілька разів відкладали студійні сесії.

#### History of Modern (2010)
За підсумками туру у 2008-му році команда випустила DVD «OMD Live: Architecture & Morality & More». І тільки у вересні 2010 року четвірка нарешті оприлюднила 11-й студійний альбом «History of Modern», підтримавши його національним промо-туром. Звісно, повернути ту славу, в променях якої колектив купався у 80-ті роки, було вже нереально, але свою щедру долю компліментів від преси і фанів музиканти отримали. «History of Modern», котрий складався як із нових, так і з дуже старих треків, не виданих через різні причини, сприймався як прекрасний зразок ожилої класики, яка наприкінці 2000-х отримала друге дихання. Альбом, досягнув 28 місця у британському чарті.

#### English Electric (2013)
У березні 2011, OMD відіграли тур у Північній Америці. Згодом у листопаді цього ж року гурт оголосив, що вони повертаються у студію для запису 12 альбому під назвою English Electric. Альбом вийшов 8 квітня 2013 року і потрапив у чарти Великої Британії під номером 12, а у НІмеччині під номером 10. Оцінка альбому та їхні концерти отримали переважно високі оцінки.
Влітку 2013-го на одному концерті під час гастролей у Торонто, при температурі вище 45 градусів за Цельсієм барабанщик гурту Малкольм Холмс отримав тепловий удар, попросивши не починати наступну пісню, гурт покинув сцену, де у Малкольма зупинилося серце. Пізніше гурт оголосив про скасування решти концертів їхнього туру, який включав у себе виступ як хедлайнерів на фестивалі Rewind у Шотландії 28 липня. Малкольм Холмс через відновлення здоров'я змушений був піти з колективу. Згодом відігравши у музеї Ліверпуля шоу, уже як тріо, OMD взяли у колектив колишнього ударника Стюарта Кершо з яким гастролює до цього часу.
У 2016 році OMD співпрацювали з Гері Барлоу, Тероном Еджертоном і Х'ю Джекманом над піснею «Thrill Me», написаної Барлоу і МакКласкі як саундтрек для фільму «Едді „Орел“».

#### The Punishment Of Luxury (2017-наші дні)
У жовтні 2016 року, OMD повідомили, що працюють над своїм 13-им студійний альбомом «The Punishment Of Luxury». Диск вийшов 1 вересня 2017 року. У підтримку альбому гурт активно гастролює Європою та Північною Америкою.
У 2018 році OMD опублікували книгу під назвою «Pretending to See the Future», яка є «автобіографією» від гурту. У ній присутні спогади шанувальників гурту із коментарями учасників гурту.
В рамках святкування 40-ї річниці гурту у березні 2019 року було оголошено турне по Великій Британії та Європі. У серпні 2019 року також було анонсовано колекційний бокссет «Souvenir».  Він містить сорок синглів колективу, включаючи новий реліз «Don't Go». Також містить 22 раніше не видані записи з архіву гурту, відібрані та змікшировані Полом Хамфрісом. Два живих виступів в прямому ефірі, одне 2011 року та інше 2013 року, також в комплекті два DVD-диски, що об'єднують ще два концерти в прямому ефірі — Drury Lane 1981 року та Sheffield City Hall 1985 року — плюс фільм Crush, а також різні телевізійні виступи на BBC Top of the Pops, The Old Grey Whistle Test і Later... with Jools Holland. Бокссет був номінований як «Кращий історичний альбом» на премії «Греммі» 2021 року.

## Вплив
За словами критика Юго Ліндгрена, OMD породили «спадщину музичних новаторів». У лютому 2007 року журналіст у газеті The Scotsman написав: "Якщо Kraftwerk були б Елвісом Преслі із синтіпопу, то Orchestral Manoeuvres In The Dark були б The Beatles Дійсно, Маккласкі та Хамфріс часто описується як «Леннон-Маккартні синті-попу»  Ветеран BBC ді-джей Саймон Майо у вересні 2013 року описав OMD як «батьків електронної музики у цій країні (Велика Британії).»
Хоча OMD користувалися успіхом в чартах протягом усієї кар'єри, вони відомі як експериментальний та інтелектуальний гурт. Колектив в цілому завжди цурався стандартів поп-музики, зокрема приспівів, які вони замінювали синтезаторними програшами. Боб Стенлі з гурту Saint Etienne, в статті для The Guardian зауважив: «Це не були звичайні любовні пісні… „Enola Gay“ розповідала про лихо Хіросіми, „Stanlow“' пісня про електростанцію.» Крім того, гурт відкидав статус знаменитості прагнучи «не мати жодного іміджу.» Маккласкі у 2010 році висловив думку, що OMD стали «забутим гуртом» (він передбачив в 1981 році, на піку популярності, що вони скоро стануть забутими). Музиканти, проте завжди мали свою аудиторію фанів, а їх останні студійні роботи, виступи на фестивалях привели до відновлення комерційної уваги. OMD слід розглядати як одне з найбільших надбань Ліверпуля 80-х років, і піонерів синті-поп жанру. Їх альбоми Architecture & Morality (1981) та Dazzle Ships (1983) були проголошені класичними роботами популярної музики, станом на 2007 рік було продано понад 4 мільйони копій цих альбомів. Sugar Tax (1991), альбом, який став комерційним ренесансом для гурту, було продано понад 3 мільйони копій. Загальний обсяг продажу альбомів OMD сягає понад 40 млн копій. Крім того пісні гурту регулярно входять у різні збірники музики 80-х.

### Середина 1980-х стилістичні зміни
Амбітні ранні роботи гурту, принесли їм визнання критиків. Тим не менше, у відповідь на комерційний провал Dazzle Ships, колектив рушив у бік більш сприятливого для радіо формату в середині 1980-х років, але продовжуючи використовувати експериментаторство. Відгуки критиків були різними, одні тепло прийняли зміни у колективі, інші говорили, що для гурту було б краще піти зі сцени після Dazzle Ships. Ієн Піл висловив думку, що спадщина OMD складалася з «двох блискучих, але дуже різних смуг — Orchestral Manoeuvres In The Dark на початку 80-х музика в якій відбивалася атмосфера промислового Ліверпуля, доменних печей та нафтопереробного заводу Stanlow і OMD наприкінці 80-х — поп-гурт, що кинув виклик шляхом оновлення саунду, який став актуальним у 90-ті роки». Їхні останні роботи, зокрема English Electric (2013) — було названо поверненням до музики класичного, раннього періоду гурту.

### Вплив на інших виконавців
Як піонери нової хвилі, OMD вплинули на музику таких відомих виконавців, як U2, Depeche Mode, Pet Shop Boys, a-ha, Erasure, Radiohead, No Doubt, Nine Inch Nails, Robyn, Saint Etienne, Naked Eyes, Talk Talk, Yazoo, Говард Джонс, Берлін, Death Cab For Cutie і Карл Бартос. Клавішник Erasure Вінс Кларк (колишній головний автор пісень Depeche Mode, Yazoo) назвав гурт одним зі своїх головних натхненників, а їхня пісня «Electricity» змусила його розпочати кар'єру в електронній музиці. Говард Джонс зазначив, що «дуже любить OMD», і виконував кавер «Enola Gay» — який він описав як «один з моїх улюблених треків.» — під час ранніх шоу.
Щодо 21-го століття, виконавці, що перебували під впливом OMD: The Killers, La Roux, Glasvegas, Блейк Льюїс, The-Dream, Mirrors, Smith Westerns, хх, Hurts, LCD Soundsystem,  Peter Bjorn and John, Owen Pallett, Gravenhurst і Telekinesis, який назвав Dazzle Ships улюблений альбом Рок-гурт ZZ Top, котрі працювали разом на студії з OMD у 1980 стали відданими шанувальниками гурту.
Пісні гурту ставали реміксами та використовувалися у працях таких виконавців як: David Guetta, Sash!, Moby, Good Charlotte, Leftfield, Scooter, White Town, Nada Surf, NOFX, 3rd Bass і Джон Фокс.

## Склад

### Діючі учасники
- Енді Маккласкі — вокал, бас-гітара, клавішні (1978—1996, 2005—наш час)
- Пол Хамфріс — вокал, клавішні (1978—1989, 2005—наш час)
- Мартін Купер — клавішні, саксофон (1980—1989, 2005—наш час)
- Стюарт Кершоу — ударні, клавішні (1993, 2010, 2015—наш час)

### Колишні учасники
- Дейв Х'юз — клавішні (1979—1980)
- Малкольм Холмс — ударні (1980—1989, 2005—2013)
- Майк Дуглас — клавішні (1980—1981)
- Ніл Уір — духові, клавішні, бас-гітара (1984—1989)
- Грем Уір — гітара, духові, клавішні (1984—1989)
- Ейб Джукс — ударні (1991—1992)
- Найджел Іпінсон — клавішні (1991—1993)
- Філ Коксон — клавішні (1991—1993)

## Дискографія

### Студійні альбоми
- Orchestral Manoeuvres in the Dark (1980)
- Organisation (1980)
- Architecture & Morality (1981)
- Dazzle Ships (1983)
- Junk Culture (1984)
- Crush (1985)
- The Pacific Age (1986)
- Sugar Tax (1991)
- Liberator (1993)
- Universal (1996)
- History of Modern (2010)
- English Electric (2013)
- The Punishment Of Luxury (2017)
- Bauhaus Staircase (2023)